# Зеленец (Брестская область)
Зелене́ц (бел. Зелянец) — деревня в Брестском районе Брестской области Белоруссии. Входит в состав Чернавчицкого сельсовета.

## География
Деревня расположена в 18 км к северо-востоку от центра Бреста и в 4 км к востоку от Чернавчиц. Ближайшие населённые пункты — деревня Омелинно и посёлок Сосновка.

## История
В XIX веке — две деревни Большие и Малые Терпиловичи Брестского уезда Гродненской губернии. Относились к Чернавчицкому церковному приходу.
В 1905 году — деревни Турнянской волости Брестского уезда, в первой проживало 226 человек, во второй — 107.
После Рижского мирного договора 1921 года — в Брестском повяте Полесского воеводства Польши.
С 1939 года — в составе БССР. В 1959 году в Больших Терпиловичах проживал 91 человек, в Малых — 25. 30 июля 1964 года объединены в деревню Зеленец.